# Флаг Украины
Флаг Украи́ны (укр. Прапор України) — официальный государственный символ Украины (наряду с гербом и гимном), а также один из национальных символов украинцев.
Представляет собой прямоугольное полотнище из двух равновеликих горизонтальных полос: верхней — синего и нижней — жёлтого цвета. Отношение ширины флага к его длине 2:3.

## История

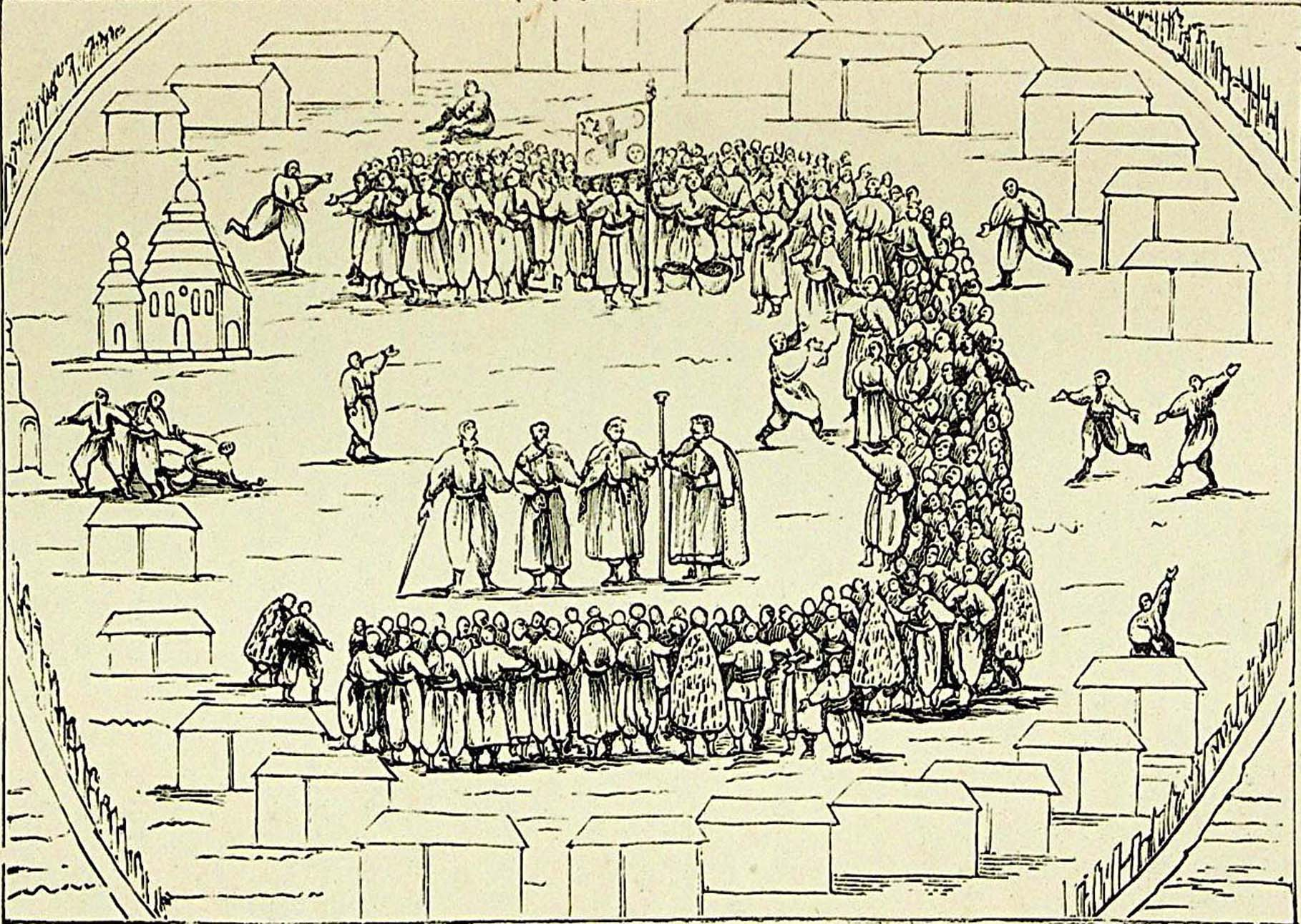
Хоругвь Войска Запорожского Низового (Запорожской Сечи) на сечевой раде. Гравюра XVIII в.

Одним из первых задокументированных случаев использования жёлтого и синего цветов был герб Львовской земли. В Грюнвальдской битве 1410 года против крестоносцев сражались и подразделения, сформированные на землях, входящих в современную Украину. Среди них находилась и хоругвь «Леопольская» (то есть Львовская), на которой был изображён «жёлтый лев, восходящий как бы на скалу, на лазурном поле» — так описал его польский историк Ян Длугош в труде «Грюнвальдская битва». Это первое упоминание цветов герба Львовской земли.
В XVI—XVII веках запорожские казаки использовали хоругви разных цветов, однако с XVIII века стали использовать в основном жёлто-голубые. Кандидат исторических наук В. В. Похлёбкин высказал предположение, что Карл XII пожаловал гетману Мазепе, после его перехода на сторону шведов, право употреблять в качестве значков (то есть узких флажков) на пиках казачьих отрядов, сражающихся под началом Мазепы, цвета шведского военного флага — жёлтый и светло-синий, ставшие впоследствии цветами флага Украины.
Ордером гетмана Кирила Разумовского от 18 сентября 1755 года вводилось обязательное изображение на одной из сторон полковых и сотенных флагов казака с мушкетом — герба Войска Запорожского, при этом на другой стороне изображался герб сотни или полка. Некоторые знатные казаки имели двухцветные гербы.
В Войске Запорожском Низовом (Запорожской Сечи) с XVII века в качестве главного знамени использовали большую сечевую хоругвь. На лицевой стороне красного полотнища хоругви изображался белый крест, золотые солнце, полумесяц и звёзды, а на оборотной — Архангел Михаил.

Современный флаг Киева

| Казачьи хоругви (1651 год) \| Знамёна и куренные значки Черноморского казачьего войска (знамёна в соответствии с книгой А. Висковатова) |

Хоругвь Львовской земли в Грюнвальдской битве
Хоругвь Перемышльской земли в Грюнвальдской битве
Лицевая сторона большой хоругви Войска Запорожского Низового (Запорожской Сечи)[7]
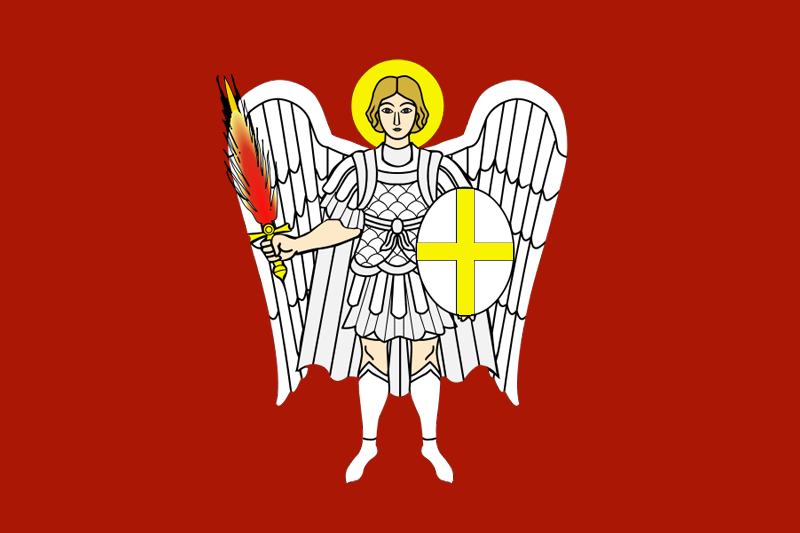
Оборотная сторона большой хоругви Войска Запорожского Низового (Запорожской Сечи)
Основной мотив полковых и сотенных хоругвей Войска Запорожского (Гетманщины)

Некоторые исследователи считают отправной точкой развития нынешнего национального флага Украины 1848 год, когда во время революции в Австрийской империи Главной русской Радой во Львове впервые был использован жёлто-синий флаг.
Однако, ещё в 1803 году императором Александром І Черноморскому казачьему войску, сформированному в 1787 году из частей Войска верных запорожцев, основу которого составляли прежние запорожские казаки, были пожалованы два знамени жёлто-синего и сине-жёлтого цветов.

### Независимость в 1917—1920 годах
7 (20) ноября 1917 года Центральная рада провозгласила создание Украинской Народной Республики (УНР). Но государственная символика — флаг и герб — не была утверждена. Лишь 14 (27) января 1918 года Центральная рада издала закон о флагах флота. Флагом военного флота стал голубо-жёлтый двуцвет, в крыже на голубом поле изображался золотой трезубец с белым внутренним полем.

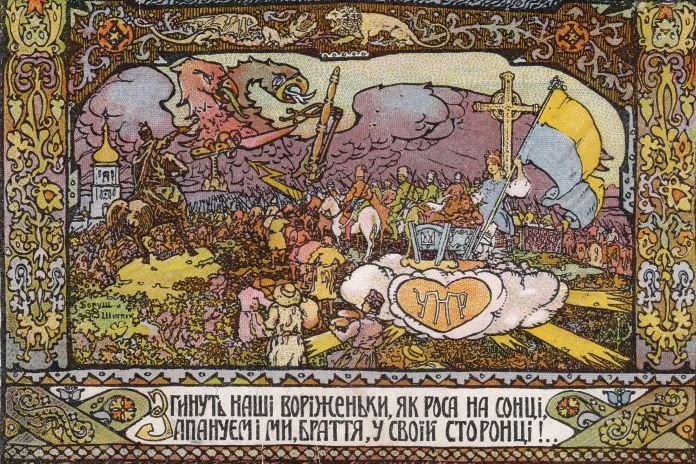
Жёлто-синий флаг на плакате УНР, 1917

В декабре 1917 года в Харькове образовалось революционное правительство Советской Украины, которое не признало Центральную Раду и, соответственно, УНР. На I съезде Советов Украины 11—12 декабря 1917 года был избран Центральный Исполнительный Комитет УНР и была провозглашена Украинская Народная Республика Советов рабочих, крестьянских, солдатских и казачьих депутатов, флагом которой стало красное полотнище с национальным жёлто-голубым биколором в крыже (точный порядок цветов неизвестен). Первоначально она тоже носила официальное название Украинская Народная Республика. Позднее (в том числе, чтобы не путать с «несоциалистической» Украинской Народной Республикой) в ряде документов того времени именовалась также Советской Украинской Народной Республикой, Украинской Народной Советской Республикой и Украинской Народной Социалистической Республикой (укр. Українська Народна Соціалістична Республіка) — УНСР.
17—19 марта 1918 года Вторым Всеукраинским съездом Советов все советские образования и силы на территории Украины были подчинены Народному секретариату Украины, а Украина была провозглашена независимой советской республикой. Однако к апрелю 1918 года в связи с наступлением немецких оккупационных войск Украинская Советская Республика перестала существовать.
22 марта 1918 года Центральная рада в Киеве утвердила рисунок государственного герба. Раньше ошибочно предполагалось, что тогда же утвердили и государственный флаг УНР (жёлто-синее (жёлтое — сверху) полотнище). Якобы такое расположение цветов было принято по настоянию М. Грушевского, в соответствии с правилами немецкой геральдики (согласно которым на флаге сверху располагали цвет гербовой фигуры, а снизу — цвет поля). Однако исследования архивных материалов подтвердили, что такого решения 22 марта не было, и флагом УНР остался сине-жёлтый.
В последующем, в связи с оккупацией по Брест-Литовскому договору Украины Германией и осуществлённым немецкими оккупационными войсками разгоном Центральной рады, в ходе организованного правой офицерской политической организацией «Украинское народное сообщество» (укр. Українська народна громада) и одобренного командованием немецкой группы войск на Украине государственного переворота, 2 мая 1918 года была провозглашена новая форма государственного устройства на территориях, подконтрольных УНР: «Гетманат», под руководством гетмана Павла Скоропадского, официально «Украинская держава».
Официальным флагом новой Украинской державы остался флаг с таким порядком полос: сверху располагалась синяя, внизу — жёлтая.
Однако и правление гетмана П. Скоропадского было не слишком долгим. В декабре 1918 года, в результате восстания против Гетманата, была восстановлена Украинская Народная Республика, правительством которой стала Директория под руководством Симона Петлюры. Символами государства сохранились герб-тризуб и сине-жёлтый флаг.
22 января 1919 года в Киеве был провозглашён акт соборности Украины, то есть объединение УНР и Западно-Украинской Народной Республики. В проекте Конституции УНР, разработанной всеукраинской национальным советом в Каменце-Подольском в 1920 году, отмечалось, что государственными цветами Украинского государства являются синий и жёлтый.

Флаг Украинской Народной Республики (1917—1920) и Украинской державы (1918)
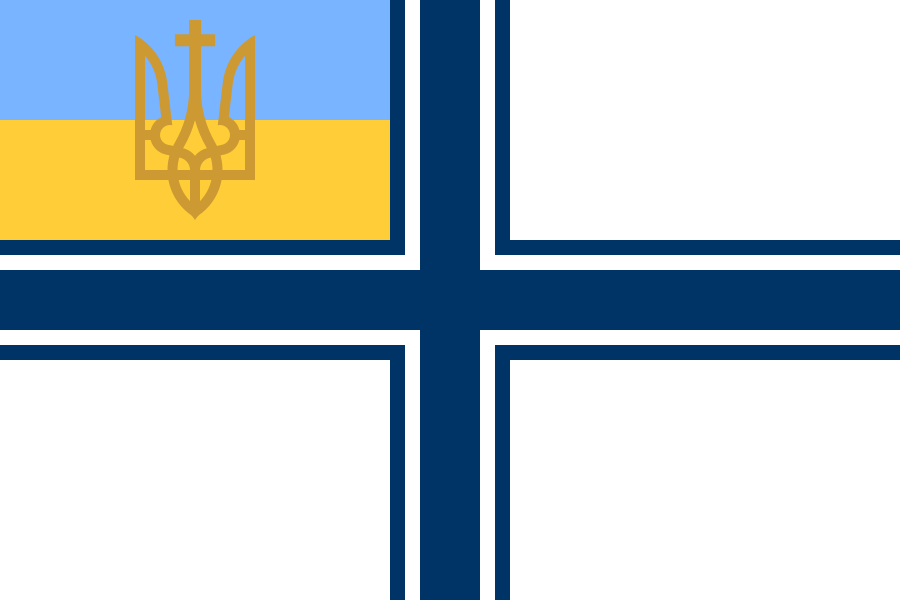
Первая версия флага ВМФ УНР
Вторая версия флага ВМФ УНР
Флаг УНРС

### Советская Украина: 1919—1991
10 марта 1919 г. в Харькове собрался III съезд Советов Украины, объявивший о создании Украинской Социалистической Советской Республики. 10 марта была также утверждена первая Конституция Украинской ССР, окончательная редакция которой была принята Всеукраинским центральным исполнительным комитетом на заседании 14 марта 1919 года, которая установила (практически, буквально повторила описание торгового, морского и военного флага РСФСР в Конституции РСФСР 1918 года):

Статья 35. Торговый, морской и военный флаг У. С. С. Р. состоит из полотнища красного (алого) цвета, в левом углу которого у древка, наверху, помещены золотые буквы У. С. С. Р. или надпись Украинская Социалистическая Советская Республика.
— Конституция Украинской ССР 10/14 марта 1919 г.
15 января 1923 года в Постановлении Президиума ВУЦИК об утверждении флагов, герба и печати Республики был впервые опубликован образец указанного флага.

Флаг УССР (1919–1929)
Флаг УССР (1929–1937)
Флаг УССР (1937–1949)
Флаг УССР (1949–1991)

В 1927 году Административным Кодексом УССР было установлено:

…на государственном флаге УССР текст словесных обозначений следует наносить украинским языком, а в национально-территориальных образованиях разрешается делать обозначения на государственном флаге УССР на украинском языке и на языке национального меньшинства.
— Административный кодекс УССР, 1927 г.
Официально это было закреплено Конституцией 1929 года (разд. 5, ст. 81). Кроме того, Конституцией всё ещё разрешалось использовать на флаге полное название республики на украинском языке вместо аббревиатуры.
Конституцией УССР от 30 января 1937 года было изменено наименование республики — на Украинская Советская Социалистическая Республика, а также было изменено описание флага: помимо изменения украинской аббревиатуры на «УРСР», соответствующую новому названию и без точек, на флаг было добавлено изображение серпа и молота, которое сначала изображалось под аббревиатурой, а позднее — над ней.
В 1947 году было решено, что советским республикам, включая УССР, следует принять флаги нового дизайна — отражающие идею союзного советского государства. Новый украинский флаг был принят указом Президиума Верховного совета УССР от 21 ноября 1949 года и состоял из красной (вверху, 2/3) и лазурной (синей) (внизу, 1/3) полос, с золотой звездой, серпом и молотом в верхнем левом углу.

### Вторая мировая война
В течение 1941—1942 годов оккупационная администрация попустительски относилась к использованию украинской символики органами местного самоуправления и полицейскими частями, хотя эта символика никогда не имела официального статуса. Жёлтый цвет на флаге, как правило, располагался сверху, причём такое расположение практиковали сторонники мельниковской фракции ОУН — бандеровская фракция располагала синий цвет сверху. Начиная с середины 1942 г. на местах оккупанты начинают вводить запреты на использование украинской символики.
Украинский флаг также использовался националистическими партизанскими вооружёнными формированиями, в частности, Украинской повстанческой армией, выступавшей под сине-жёлтыми знамёнами.

Флаг ОУН и УПА
Флаг ОУН (мельниковцев)
Флаг Украинского государственного правления

### Возвращение национального флага

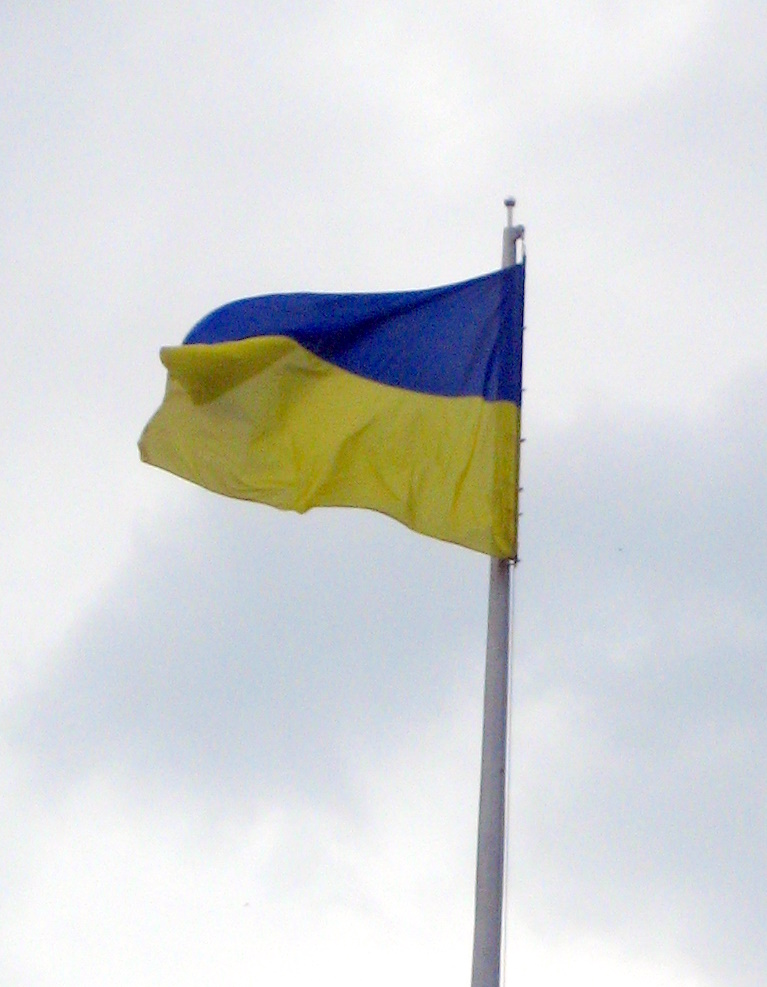
Флаг на вершине флагштока на Майдане Незалежности, г. Киев

В официальное использование флаг был введён 18 сентября 1991 года постановлением Президиума Верховного совета Украины, которым позволялось его использование для всех протокольных случаев. С этого момента национальный флаг использовался вместо флага УССР во всех случаях, требовавших использования государственного флага.
28 января 1992 года Верховная рада Украины приняла закон о Государственном флаге Украины, которым национальный флаг утверждался в качестве государственного.

## День государственного флага Украины
День государственного флага Украины отмечается 23 августа каждого года. Он был утверждён в 2004 году указом президента Украины Леонида Кучмы.

## Цвета флага в различных форматах
Схема неофициальная. Официально цвета флага утверждены только в системе Pantone.
| Схема   | Синий          | Жёлтый               |
| ------- | -------------- | -------------------- |
| Pantone | Pantone 2935 C | PANTONE Yellow 012 C |
| RAL     | 5015           | 1023 Traffic yellow  |
| RGB     | 0, 87, 184     | 255, 215, 0          |
| CMYK    | 100, 53, 0, 28 | 0, 16, 100, 0        |
| HEX     | #0057b8        | #ffd700              |
| Websafe | #0066cc        | #ffcc00              |

## Использование флага Украины в другой символике
Эмблемы и флаги, основанные на украинском флаге и его цветах, используются и использовались ранее рядом организаций и движений за пределами Украины.

Эмблема Миссии Европейского союза по приграничной помощи Молдове и Украине
Эмблема Союза украинок Америки[англ.]

## Толкование
Главные национальные украинские цвета флага — это жёлтый и голубой, цвета лишены своего регионального значения и трактуются только как говорящая эмблема. Они считаются государственными (державными) и употребляются чаще всего в сочетании. Согласно интерпретации 1918 года, жёлтый цвет символизирует пшеничные поля, а синий — ясное небо над ними. Национальным цветом считается синий (тёмно-синий), который употребляется отдельно. Синий цвет употребляется в украинской символике с середины XVII века как гетманский по аналогии с государственным цветом молдавских господарей, не имевших права как вассалы турецкого султана употреблять красный (червленый) региональный цвет земель, на протяжении многих лет зависимых от различных стран и их правителей (Речи Посполитой, Польши, Российской империи, Австро-Венгрии, Турции). Среди флагов славянских стран только украинский и боснийский не имеют красного цвета.